# Escut de Xelva
L'escut de Xelva és un símbol representatiu oficial de Xelva, municipi del País Valencià, a la comarca dels Serrans. Té el següent blasonament:
| « | Escut quadrilong de punta redona. Sobre camp d'atzur, un castell amb dues torres d'or, somades amb dos àngels del mateix metall, que en una mà porten un feix de blat i sostenen enmig un escut també d'or, amb una creu, una falç i un aladre de sable. Al timbre, corona reial oberta. | » |

## Història

Escut de Xelva de 1965.

L'escut va ser rehabilitat per Resolució de 15 de desembre de 2004, del conseller de Justícia i Administracions Públiques, publicada al DOGV núm. 4.922, de 12 de gener de 2005.
Es tracta de l'escut d'ús immemorial utilitzat tradicionalment per la vila, tal com ho testimonia el baix relleu renaixentista esculpit al frontó de l'antic Ajuntament.
Hi figuren l'antic castell de Xelva en representació de la vila i motius religiosos i agrícoles.
Aquest escut va substituir l'aprovat el 1965 pel Decret 183/1965, de 28 de gener, publicat al BOE núm. 34, del 2 de febrer del mateix any, i que tenia el següent blasonament:
| « | Escut truncat. Al primer, les armes dels vescomtes de Xelva. Al segon, d'atzur, una dalla d'argent. Per timbre, una corona de vescomte. | » |